# Semutophila saccharopa
Semutophila saccharopa är en fjärilsart som beskrevs av Kevin R. Tuck 1986. Semutophila saccharopa ingår i släktet Semutophila och familjen vecklare. Inga underarter finns listade i Catalogue of Life.